# 兵庫県道507号島川原線
兵庫県道507号島川原線（ひょうごけんどう507ごう しまかわらせん）は川辺郡猪名川町島と三田市川原を結ぶ一般県道である。

## 概要
川辺郡猪名川町島から三田市川原に至る。

### 路線データ
- 起点：川辺郡猪名川町島（杉生交差点、兵庫県道12号川西篠山線交点、兵庫県道・大阪府道602号島能勢線起点）
- 終点：三田市川原（兵庫県道37号三田後川上線交点）
- 未開通区間：川辺郡猪名川町柏原 - 三田市川原

## 地理

### 通過する自治体
- 川辺郡猪名川町
- 三田市

### 交差する道路
| 交差する道路                                           | 市町村名 | 市町村名 | 交差する場所 | 交差する場所      |
| ------------------------------------------------------ | -------- | -------- | ------------ | ----------------- |
| 兵庫県道12号川西篠山線 兵庫県道・大阪府道602号島能勢線 | 川辺郡   | 猪名川町 | 島           | 杉生交差点 / 起点 |
| 未供用区間                                             |          |          |              |                   |
| 兵庫県道37号三田後川上線                               | 三田市   | 三田市   | 川原         | 終点              |

### 沿線
- 杉生郵便局
- サングレートゴルフ倶楽部
- 三田警察署 上高平駐在所